# Video Killed the Radio Star
Video Killed the Radio Star è un singolo del gruppo musicale britannico The Buggles, pubblicato il 7 settembre 1979 come primo estratto dal primo album in studio The Age of Plastic.

| Recensione | Giudizio |
| ---------- | -------- |
| AllMusic   | [ 5 ]    |

## Descrizione
La nota versione di Video Killed the Radio Star, pubblicata dai Buggles, può essere considerata una cover di un'incisione precedente; infatti nello stesso anno, una versione diversa fu registrata da Bruce Woolley (autore del brano con Horn e Downes) e dal suo gruppo "Camera Club" (che comprendeva anche Thomas Dolby) e pubblicata nel loro primo ed unico album English Garden.
La batteria è suonata da Warren Cann, co-fondatore e batterista del gruppo new-wave Ultravox.

## Video musicale
Uno dei principali motivi per cui il brano è tanto celebre è che il suo videoclip, diretto da Russell Mulcahy, andò in onda per inaugurare le trasmissioni di MTV il 1º agosto 1981 alle 00:01. Tale scelta non fu casuale, sia perché all'epoca pochi artisti avevano l'abitudine di realizzare videoclip dei propri brani, e i Buggles erano tra questi; sia perché la canzone e le immagini del video (in cui, tra l'altro, si vedono esplodere delle radio) parlano di una "stella della radio" che perde popolarità con l'avvento dell'era della "musica da vedere"; infine perché Video Killed the Radio Star era stata a lungo in testa alle classifiche internazionali e nel 1981 godeva ancora di molta popolarità, proprio grazie al creativo ed innovativo video.
La frase Video Killed the Radio Star tornò a essere citata dai mass media nel 1983, anno in cui i Duran Duran produssero e distribuirono, proprio tramite MTV, il video del brano Union of the Snake, prima ancora di far trasmettere la canzone per radio. Le stazioni radiofoniche insorsero nel timore che questa potesse rappresentare una tendenza futura e minare così il tradizionale ruolo della radio come detentrice delle anteprime musicali. Curiosamente, anche il video dei Duran Duran era diretto da Mulcahy.

## Successo commerciale
La canzone ottenne grande successo in tutto il mondo: anche se si fermò alla quarantesima posizione della Billboard Hot 100, scalò le classifiche in Europa, particolarmente in Italia dove risultò il singolo più venduto del 1980, rimanendo sempre nelle prime 7 posizioni dal 16 febbraio a fine giugno e al primo posto continuativamente dal 15 marzo a metà giugno.

## Tracce
Singolo 7" (catalogo Island Records 100 924 e WIP 6524)
- Lato A

1. Video Killed the Radio Star (versione singolo) – 3:25 (Trevor Horn, Geoffrey Downes, Bruce Woolley)

- Lato B

1. Kid Dynamo – 3:27 (Trevor Horn, Geoffrey Downes)

## Formazione
Gruppo
- Trevor Charles Horn – voce, basso
- Geoff Downes – tastiere, percussioni

Altri musicisti
- Bruce Woolley – chitarra
- Warren Cann – batteria
- Linda Jardim, Debi Doss – cori

## Classifiche

### Classifiche settimanali
| Classifica (1979/80) | Posizione massima |
| -------------------- | ----------------- |
| Australia            | 1                 |
| Austria              | 1                 |
| Belgio (Fiandre)     | 12                |
| Canada               | 6                 |
| Europa               | 1                 |
| Francia              | 1                 |
| Germania             | 2                 |
| Irlanda              | 1                 |
| Italia               | 1                 |
| Nuova Zelanda        | 2                 |
| Paesi Bassi          | 16                |
| Regno Unito          | 1                 |
| Spagna               | 1                 |
| Stati Uniti          | 40                |
| Sudafrica            | 6                 |
| Svezia               | 1                 |
| Svizzera             | 1                 |

### Classifiche di fine anno
| Classifica (1979) | Posizione |
| ----------------- | --------- |
| Australia         | 18        |
| Francia           | 3         |
| Classifica (1980) | Posizione |
| Australia         | 46        |
| Austria           | 14        |
| Canada            | 30        |
| Germania          | 43        |
| Italia            | 1         |
| Spagna            | 7         |

## Cover
- Nel 1981 dal gruppo di bambini Mini-pops: versione usata come sigla italiana del cartone animato giapponese La macchina del tempo.
- Nel 1982 da Bappi Lahiri interprete il brano in lingua hindi e versione disco per il film Disco Dancer, intitolandola Auva Auva Koi Yahan Nache.
- Nel 1998, dal gruppo The Presidents of the United States of America per la colonna sonora del film Prima o poi me lo sposo.
- Nel 1999 dalla girl band giapponese Lolita No.18.
- Nel 2003 dagli Erasure e da un altro gruppo giapponese: The Pillows.
- Nel 2004 Emix e D Lewis ne fecero una versione techno.
- Nel 2005 dagli Ben Folds Five per l'edizione estesa del loro album Whatever and Ever Amen.
- Nel 2006 Gennaro Cosmo Parlato interpreta il brano che inserisce nell'album Remainders.
- Nel 2008 Jessica Brando interpreta il brano in versione bossanova dal sapore jazzy.
- Nel 2010 will.i.am e Nicki Minaj hanno pubblicato il singolo Check It Out, avente come base un campionamento del brano.
- Gli Asia, gruppo di Downes dopo i Buggles, l'hanno inserita nel proprio repertorio dal 1990 in versione strumentale, dal 2007 in poi in versione cantata da John Wetton.